# Bavaria Slavica

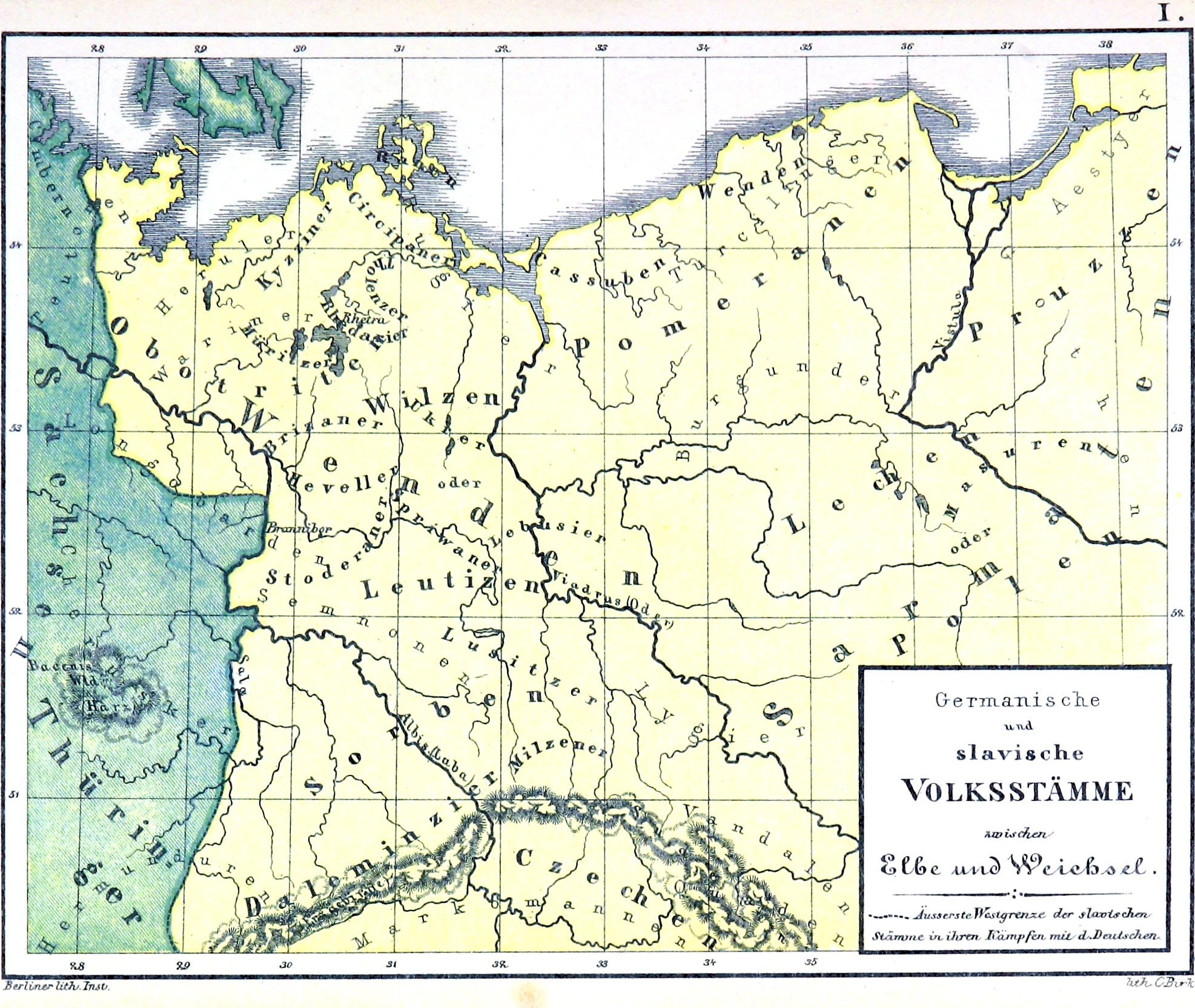
Tereny zamieszkane przez Słowian we wczesnym średniowieczu na niemieckiej mapie.

Bavaria Slavica – łaciński termin historiograficzny określający badania nad obszarem osiedleńczym słowiańskich grup ludnościowych w Niemczech na terenie dzisiejszej północno-wschodniej Bawarii. Bavaria Slavica jest częścią większego projektu naukowego o nazwie Germania Slavica.

## Historia

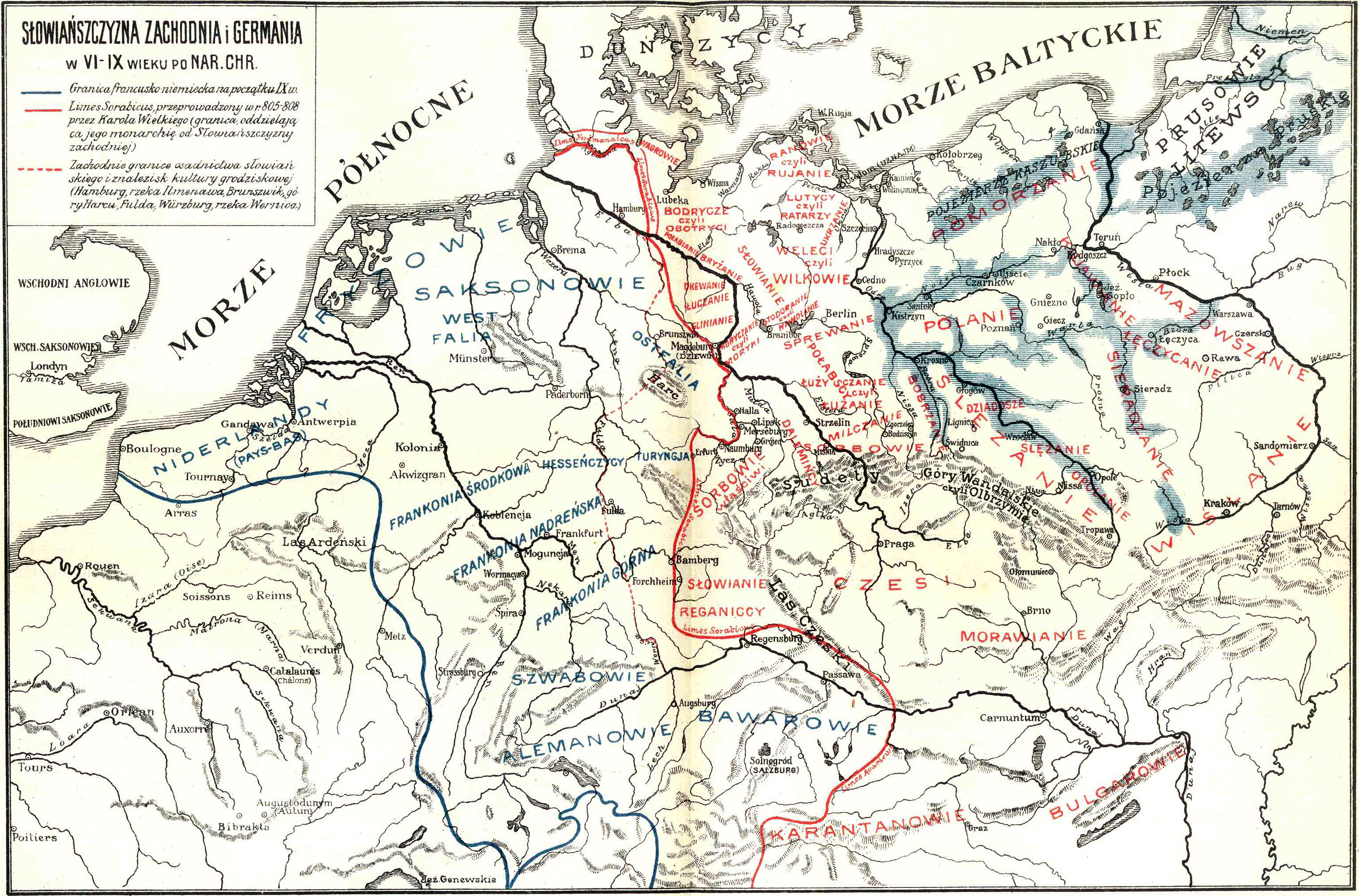
Widoczny zasięg zachodniego osadnictwa słowiańskiego z oddzielającą ich od Germanów „Limes Sorabicus”

Słowianie połabscy osiedlili się na wschód od Łaby pomiędzy VI a IX wiekiem, przybywając znad Dunaju i z Czech. We wczesnym średniowieczu zamieszkiwali tereny Górnej Frankonii i Górnego Palatynatu obok miejscowej ludności frankijskiej. Ich obecność na obszarze spływu rzek Men, Regnitz i Naab potwierdzają również źródła pisane z VIII-X wieku, zwące ich Wendami.
Kolonizacja wewnętrzna Słowian na tym terenie oraz rozbudowa osiedli postępowała w X i XI wieku w kierunku górnego Menu, po przybyciu kolejnych słowiańskich osadników. W wyniku procesu germanizacji Słowianie ci porzucili swój język oraz kulturową tradycję w XI wieku.

## Źródła
Najwcześniejsze wzmianki o Słowianach nad górnym Menem pochodzą z 741 i mają związek z utworzeniem biskupstwa würzburskiego. Około 800 roku Karol Wielki zlecił biskupowi Würzburga Bernwelfowi wybudować 14 misyjnych kościołów dla schrystianizowanych Słowian nad Menem i rzeką Regnitz: ...ut in terra sclavorum, qui sedent inter Moinum et Radentiam fluvios, qui vocantur Moinvinidi et Radanzvinidi... Kapitularz diedenhofeński z 805 wymienia miejscowości Hallstadt, Forchheim, Premberg koło Burglengenfeld oraz Ratyzbony jako miejsca pobierania ceł z handlu między Frankami a Słowianami.
W 893 źródła pierwszy raz wzmiankują Słowian z Górnego Palatynatu.
Z okresu od VIII do X wieku pochodzi wiele wzmianek o miejscowościach leżących w „Kraju Słowian” w związku z nadaniami ziemi dla klasztoru w Fuldzie oraz kościołów w Würzburgu i w Ansbach. Podczas tworzenia biskupstwa bamberskiego w 1007 wyraźnie wskazuje się na chrystianizację mieszkających tam Słowian. Unikanie przez Słowian płacenia dziesięciny oraz ciągłe praktykowanie zwyczajów pogańskich były przedmiotem troski zwierzchnich władz kościelnych podczas bamberskiego synodu diecezjalnego w 1059; podczas następnego synodu w 1087 roku Słowianie nie byli już wspominani. Przekazy pisane koncentrują się na terenie wokół Bambergu, rzadko wspominając regiony bardziej oddalone.

## Źródła onomastyczne
W wielu nazwach miejscowości i rzek w Górnej Frankonii identyfikuje się słowiańskie rdzenie lub części nazw. Można z nich wnioskować o zasięgu osadnictwa słowiańskiego, choć na nazewnictwo miejscowe mogły wpłynąć również zachowywanie nazw starszych i późniejszy zanik nazw słowiańskich. Część nazw miejscowych zawiera określenie Windisch (na przykład Windisch Eschenbach) lub kończy się na -wind lub -winden, część jest związana z niemiecką nazwą osobową lub tytułem, jak opat lub biskup. Historycy posiłkujący się źródłowymi badaniami onomastycznymi uznają regionalne czy też miejscowe nazwy Winden lub Wenden na terenie Bawarii za wskazanie obecności Słowian w danym regionie.

## Źródła archeologiczne
Odmiennie niż na obszarach położonych dalej na zachód, w północno-wschodniej Bawarii w grobach umieszczano przedmioty takie jak ubranie, biżuteria i pożywienie. Te zwyczaje pochówku różnią się od chrześcijańskich i wykazują jeszcze pogańskie relikty. Znaleziska archeologiczne, szczególnie naczynia ceramiczne z typowymi zdobieniami w kształcie fal oraz biżuteria metalowa, wykazują ścisłe związki z zamieszkanymi przez Słowian terenami Europy środkowo-wschodniej. Zostały wytworzone w tej samej tradycji i mają bliskie związki przede wszystkim z serbskim obszarem pomiędzy Łabą a Soławą oraz z Czechami. Wykopaliska nastręczają trudności w dokładnym datowaniu – przyporządkowanie chronologiczne określa się na szeroki zakres około 1000 lat. Wykopaliska wskazują tylko określony obszar, w którym żyła słowiańska ludność, bez możliwości ustalenia pochodzenia ani czasu przybycia poszczególnych grup.
Według niemieckich historyków wspólne użytkowanie przez Franków i Słowian cmentarzy w czasach karolińsko-ottońskich potwierdza przypuszczenie, że integracja słowiańskich przybyszów przebiegała w dużej mierze pokojowo.